# Liste du patrimoine culturel immatériel de l'humanité en république du Congo
Cet article recense les pratiques inscrites au patrimoine culturel immatériel en république du Congo.

## Statistiques
La république du Congo ratifie la convention pour la sauvegarde du patrimoine culturel immatériel le 16 juillet 2012. La première pratique protégée est inscrite en 2021.
En 2021, la république du Congo compte 1 élément inscrit au patrimoine culturel immatériel, sur la liste représentative.

## Listes

### Liste représentative
L'élément suivant est inscrit sur la liste représentative du patrimoine culturel immatériel de l'humanité.
| Élément             | Type                                                                                                 | Subdivision | Année | Lien  | Notes                                            | Illus. |
| ------------------- | --- | ----------- | ----- | ----- | ------------------------------------------------ | ------ |
| La rumba congolaise | arts du spectacle pratiques sociales, rituels et événements festifs traditions et expressions orales |             | 2021  | 01711 | Partagé avec la république démocratique du Congo |        |

### Patrimoine immatériel nécessitant une sauvegarde urgente
La république du Congo ne compte aucun élément sur la liste du patrimoine immatériel nécessitant une sauvegarde urgente.

### Registre des meilleures pratiques de sauvegarde
La république du Congo ne compte aucune pratique listée au registre des meilleures pratiques de sauvegarde.